# George Luz
George Luz (17 de junho de 1921 - 15 de outubro de 1998) foi um sargento paraquedista do exército dos Estados Unidos, da Companhia E (Easy), 2º Batalhão do 506º Regimento de Infantaria Paraquedista da 101ª Divisão Aerotransportada.
Luz foi retratado por Rick Gomez, na minisérie Band of Brothers, da HBO.

## Primeiros Anos
Luz nasceu em 1921, sendo um dos dez filhos de um casal de emigrantes portugueses, José Carvalho Luz (1881–1953) e Maria Fratus Luz (1895–1954), oriundos da ilha de São Miguel (Açores). 
Cresceu em Rhode Island, antes de se alistar nos paraquedistas, em 1941.

## Durante a Segunda Guerra
George Luz tinha um jeito especial de causar problemas com o seu grande sentido de humor, e sua habilidade de imitar praticamente qualquer um. Durante um exercício de treino na Inglaterra, Luz fez uma imitação impressionante de um dos oficiais do regimento para o Comandante da Easy, Herbert Sobel, fazendo-o cortar uma cerca de uma fazenda inglesa, o que causou a perda de vários animais.
George Luz saltou na Normandia em 6 de Junho, em 1944. Por nunca pensar que conseguiria lidar com a situação de sair do avião em movimento (ele era o 5º da fila de salto), pediu a Roy Cobb que trocassem os assentos, para assim poder sair rapidamente do avião (Roy era o 4º homem). Havia muitos alemães e Cobb foi atingido. Ele não pôde saltar. Luz saltou depois de ter chutado a sua bolsa de perna, que continha o rádio e outros equipamentos. Luz aterrou sozinho e não foi capaz de localizar os seus camaradas. Antes de sua morte em 1998, Luz disse que moveu-se rapidamente para trás de algumas árvores que separavam o campo, olhou para cima e viu alguns amigos paraquedistas serem atingidos por balas a esmo.
Luz conseguiu reagrupar-se com sua companhia no dia seguinte e a auxiliou na tomada de Carentan. Menos de um mês depois, Luz saltou nos Países Baixos, com o restante da Companhia E durante a Operação Market Garden. Próximo do Natal de 1944, Luz e o restante da Companhia participaram na Batalha das Ardenas, onde Luz perdeu vários amigos vítimas de artilharia alemã. Luz é lembrado por manter o moral dos homens da Companhia Easy em alta com seu humor, mesmo nos tempos mais complicados.

## Após a Segunda Guerra
Luz sobreviveu à guerra, regressou a casa e estabeleceu-se em West Warwick, Rhode Island com sua esposa Del. No livro de Stephen E. Ambrose, Band of Brothers, é erroneamente informado que após a guerra, George se tornou um trabalhador braçal. O seu filho revelou que ele trabalhou como um consultor de manutenção, e que foi morto num incidente industrial.

## Morte e Funeral
Luz morreu em 15 de Outubro de 1998, enquanto trabalhava numa máquina de secar roupa comercial avariada, numa organização pública. No velório de George Luz, houve uma fila de pessoas que aguardaram para prestar as suas condolências. Luz foi enterrado com as suas medalhas no peito, das quais a sua família nem sequer tinha conhecimento. O enterro de Luz no Cemitério dos Veteranos em Exeter, Rhode Island, foi acompanhado por mais de 1.600 pessoas.